# لیتلتن (کارولینای شمالی)
لیتلتن (به انگلیسی: Littleton) شهری در ایالت کارولینای شمالی کشور ایالات متحده آمریکا است که جمعیت آن در سرشماری سال ۲۰۱۰ میلادی، ۶۷۴ نفر بوده‌است.